# Allan Barte
 (décembre 2018).
Allan Barte, né le 21 mai 1978 à Saint-Pierre-lès-Nemours, est un auteur de bande dessinée et illustrateur français. Ses dessins, politiquement marqués à gauche, sont surtout diffusés sur les réseaux sociaux.

## Biographie
Né en 1978 à Saint-Pierre-lès-Nemours, Allan Barte grandit dans une famille britto-vietnamienne de six enfants, dont trois adoptés. Ses études supérieures ne sont pas liées au dessin : DEUG de droit, maîtrise de sciences politiques et DESS de communication politique. Il continue cependant à dessiner en parallèle à ses études.
En 2005, il lance le blog La Vie du Lutin, où il raconte la vie d'un garçon de huit ans, Victor, narrée du point de vue de celui-ci, fautes d'orthographes comprises. Ce travail lui vaut en été 2005 des publications dans l'hebdomadaire Spirou, puis deux albums en 2006 et 2007 dans la collection « Shampooing » des éditions Delcourt, dirigée par l'un de ses modèles, Lewis Trondheim.
En 2014, Gallimard publie Napalm Fever, l'histoire d'André, un journaliste communiste d'origine vietnamienne que le Kremlin envoie en 1967 faire un reportage au sein du Front national de libération du Sud Viêt Nam. La même année, il lance le blog Petit Illustré des gros clichés d'Hollywood où il illustre différents stéréotypes du cinéma américain grand public ; le blog est repris en album par Jungle l'année suivante. L'année suivante, Vraoum ! publie Allan Barte contre les zombies, récit autofictionnel où l'auteur se retrouve confronté à des zombies.
Allan Barte contribue à la relance de Tchô sous la forme de SuperTchô en 2018 où il publie Kaïju Academy avec Marc Lataste. Ce SuperTchô relance également la publication en format périodique de Titeuf de Zep, Lou ! de Julien Neel, Capitaine Biceps de Tébo & Zep, Les Womoks de Boulet & Reno, et Mamette de Nob.
Il diffuse sur les réseaux sociaux des dessins consacrés à l'actualité,,. Ces publications sont éditées avec des originaux par la jeune maison d'éditions Ant Éditions, via un financement participatif particulièrement suivi, en recueil intitulé Vivre en Macronie, dont les deux premiers tomes sont publiés 2019. Le troisième tome est publié en juillet 2020, le quatrième en septembre 2021, le cinquième en novembre 2022, et un tome six est actuellement en financement participatif.

## Livres
Sauf précision, ces ouvrages sont des bandes dessinées.
- Le Journal du lutin, Delcourt, coll. « Shampooing »[3] :

1. Le Journal du lutin, 2006  (ISBN 2756001392).
2. La Meilleure Bédé du monde, 2007  (ISBN 9782756008745). Prix Bull'gomme 53 2009.

- Loup y es-tu ?, Paris, Danger Public, coll. « Miniblog », 2006, 15 p. (ISBN 2-35123-120-1).
- Napalm Fever, Paris, Gallimard, coll. « Bayou », 2014, 92 p. (ISBN 978-2-07-065516-8).
- Petit Illustré des gros clichés d'Hollywood, Paris, Jungle, 2014, 92 p. (ISBN 978-2-8222-0963-2). Illustrations humoristiques prépubliées en ligne[6].
- Allan Barte contre les zombies, Paris, Vraoum !, 2015 (ISBN 978-2-36535-094-5).
- Vivre en Macronie, Ant Editions (dessins humoristiques) :

1. Les Premiers de cordée - Mai 2017-Mai 2018, 2019  (ISBN 9782956674405).
2. Qu'ils viennent me chercher - Mai 2018-Mai 2019, 2019  (ISBN 9782956674412).
3. Essayez la dictature et vous verrez ! - Mai 2019-Mai 2020, juillet 2020  (ISBN 9782956674429).
4. 66 Millions de procureurs - Mai 2020-Mai 2021, septembre 2021  (ISBN 9782956674450).
5. Très envie de les emmerder - Mai 2021-Mai 2022, septembre 2022  (ISBN 9782956674474).
6. Qui aurait pu le prédire ? - Mai 2022-Mai 2023, septembre 2023  (ISBN 9782956674481).

## Distinctions
- 2009 : Prix Bull'gomme 53 pour le second volume du Journal du lutin[12].